# Herbert Edward Andrewes
Herbert Edward Andrewes (Reading, 1863 - Highgate, Londen, 1950) was een Brits entomoloog.
Andrewes begon zijn opleiding aan de bosbouwschool in Nancy, Frankrijk en in 1885 ging hij werken bij de 
Indian Forest Service, de bosbouwdienst van India. Vervolgens werkte hij in het Natural History Museum in Londen, waar hij zich specialiseerde in kevers (coleoptera) en met name de loopkevers (Carabidae). Hij was een zeer productief schrijver. Hij schreef zo'n 120 korte wetenschappelijke artikelen naast een aantal catalogi, taxonomische werken, monografieën en determinatie handleidingen. Hij beschreef honderden nieuwe soorten kevers. 
Andrewes was lid van de Royal Entomological Society van 1910 tot aan zijn dood in 1950. Het grootste deel 
van zijn insectenverzameling bevindt zich in het Natural History Museum in Londen, een ander gedeelte van de collectie wordt beheerd in het Museo Civico di Storia Naturale di Genova.

## Enkele werken
- (1925) A revision of the Oriental species of the genus Tachys.
- (1926) A catalogue of Philippines Carabidae. In: Philippine Journal of Science
- (1931) On the Carabidae of Mount Kinabalu. In: Federated Malay Museums, Journal
- (1933) On some new species of Carabidae, chiefly from Java.
- (1933) A catalogue of the Carabidae of Sumatra. In: Tijdschrift v. Entomologie
- (1929) The Fauna of British India, Including Ceylon and Burma, Carabidae 1. Carabinae
- (1935) The Fauna of British India, Including Ceylon and Burma, Carabidae 2. Harpalinae

- International Standard Name Identifier: 0000 0000 3983 3959
- Library of Congress Control Number: n86833179
- Système universitaire de documentation: 164059636
- Virtual International Authority File: 6430380
- WorldCat: E39PBJyWXyvg744QCXCbxfYByd